# Casa Sperimentale
Casa Sperimentale (Casa Albero, Stromový dům) je vlastní obytný dům architektů Giuseppa Peruginiho, jeho ženy Uga De Plaisant a jeho syna Raynalda Peruginiho, postavený v italském regionu Lazio, ve městě Fiumicino v místní části Fregene.

## Historie
Vila byla postavena pro víkendové bydlení architektů Giuseppa Peruginiho (1914–1995), jeho ženy Uga De Plaisant (1917–2004) a jeho syna Raynalda Peruginiho v letech 1968 až 1975 v pobřežním letovisku Fregene, vzdáleném asi 30 km od Říma. Je výsledkem Peruginiho zkoumání aplikací jazyka počítačového programování při navrhování budov.
Po smrti Giuseppa Peruginiho v roce 1995 byl dům opuštěn a stal se moderní ruinou. Je v plánu jej zrekonstruovat a otevřít veřejnosti.

## Popis
Složitě členěný dům spočívá na betonových pilířích mezi korunami stromů. Budova postavená z pohledového betonu ve stylu brutalismu se skládá ze čtyř prvků - jednotlivých projektů, které se odlišují jak v návrhu, tak v tom, co představují.
- vlastní dům – zavěšená konstrukce je tvořena řadou železobetonových rámů, nosných desek standardizované velikosti, které jsou rozděleny skleněnými vložkami; tato část má v přízemí bazén s vířivkou
- domy pro hosty – jedná se o sekvenci tří kostek 3×3×3 m, ve kterých jsou dvě místnosti a kuchyň, oddělené dvěma moduly 3×1,5 m pro vany
- koule – o průměru 5 metrů; obsahuje ložnici, kuchyň a koupelnu
- plot